# 思考の整理学
思考の整理学（しこうのせいりがく）は、外山滋比古による著作で、養老孟司『バカの壁』（新潮新書）シリーズと並ぶ数百万部単位のロングセラーである。

## 概要
初刊は1983年に筑摩書房で、1986年にちくま文庫が刊行。また2017年と2024年（増訂版）に、各・ワイド版も刊行された
受動的に知識を得るのみでなく、自分で物事を発明、発見することを勧める。内容は先行出版した『知的創造のヒント』（講談社現代新書）に似ている。
筑摩書房によれば、ビジネスマン向けの教養書として企画されていた。
1986年から2007年までに16万部を売り上げ、それから爆発的に伸びる。
2008年、東京大学と京都大学の大学生協の書店販売ランキングで1位となる。それ以来たびたび1位となる。
2009年、100万部を突破。2016年、200万部を突破。2021年時点で253万部。